# Calvaire de la Croix de Florée
Pour les articles homonymes, voir Calvaire de la Croix.
Le calvaire de la Croix est un site classé situé à Florée dans la commune d'Assesse dans la province de Namur (Belgique).

## Localisation
Le calvaire de la Croix encadré par deux tilleuls est situé dans le village de condrusien de Florée, au carrefour de la chaussée de Dinant (route nationale 946) et de la rue de la Croix, en face de l'école communale de Florée.
Ces deux tilleuls ne doivent pas être confondus avec deux autres tilleuls classés, les tilleuls de Florée, situés au centre du village, devant l'église Sainte-Geneviève, environ 450 mètres plus au sud.

## Historique
La croix aurait été érigée et les deux tilleuls remarquables plantés à la mémoire d’un officier autrichien tué à cet endroit par les troupes du Général Schoenfeld lors de la bataille de Wagnée, un hameau voisin, le 22 septembre 1790 (révolution brabançonne). Le Christ en fonte actuel date probablement du XIXe siècle.

## Description du site
Les deux tilleuls communs (Tilia ×europaea) encadrent un calvaire figurant un Christ en croix en fonte sur une croix en bois haute d'environ deux mètres fixée sur un socle en pierre calcaire à deux niveaux dégressifs.

## Classement
Un calvaire à Florée ainsi que l'ensemble formé par ce calvaire et les deux tilleuls sont classés depuis le 4 novembre 1976 et repris sur la liste du patrimoine immobilier classé d'Assesse.

### Sources et liens externes
- Site de Assesse.be
- Site de Cirkwi.com
- Inventaire du patrimoine immobilier culturel (+ photo)